# Жлиеб
Жлиеб (серб. Жлијеб / Žlijeb) — село в общине Вишеград Республики Сербской Боснии и Герцеговины. Население составляет 19 человек по переписи 2013 года.

## Достопримечательности
В селе находится так называемая «Написанная стена» (серб. Писана стена), впервые найденная археологами в XIX веке. На стене изображены рисунки, которые до сих пор не расшифрованы. Предполагается, что эти символы как-то связаны с искусственно созданным Перучацким озером.